# 矢後太規
矢後 太規（やご たかのり、1994年7月8日 - ）は、北海道河西郡芽室町出身で押尾川部屋（入門時は尾車部屋）所属の現役大相撲力士。本名同じ。身長187.8cm、体重172.8kg、血液型はA型。最高位は西前頭10枚目（2019年3月場所）。取り口は左四つ、寄り。取り口を参考にしている力士、目標とする力士は元横綱稀勢の里。

## 来歴

### アマチュア時代
3人兄弟の真ん中であり、兄と妹がいる。約3,000グラムで生まれたが、1歳で10kgを超えた。父は「あっという間に背負うのが大変になった」という。
幼稚園の頃から水泳を始めて、芽室町立芽室西小学校4年次までは柔道も並行して習っていた。相撲は地元の相撲指導者の誘いで小学校5年から地元の十勝相撲道場で習い、同郷の元横綱・大乃国の名を冠する大会にも出場した。芽室が日本一の収穫量を誇るスイートコーンなどを食べて毎日3リットルの牛乳を飲み、小学校を卒業するころは身長180cm、体重120kgを超える体格になった。「地元のおいしいものを何でも食べ、牛乳を飲んで育った。次はいい報告をする時に戻りたい」と矢後は初土俵を控える時期に郷土愛を口にしていた。
芽室町立芽室西中学校在学中に左膝前十字靭帯断裂と半月板損傷、右膝前十字靭帯損傷の大怪我を負った。埼玉栄高校入学時点では膝の怪我のため四股も踏めず、黙々とちゃんこ番をこなす毎日を送った。相撲部の山田道紀監督は「文句も言わず、諦めることもなく、懸命にリハビリを続けていました。真面目な性格の生徒でした」と振り返った。
高校時代のタイトルは3年間の努力が実っての岐阜国体の団体優勝。高校卒業後は中央大学法学部法律学科へ進学し、相撲部主将を務めた4年次は全国学生相撲選手権大会でベスト8入りをしてから、学生として最後の大会となった全日本相撲選手権大会で個人優勝し、アマチュア横綱のタイトルを獲得した。中央大学からは1990年の栗本剛（のち十両・武哲山）以来26年ぶり、北海道出身者としては1964年(昭和39年)の布目豊（北海高～拓大、のち同大監督）以来52年ぶりのことであり、これにより大相撲の幕下15枚目格付出の資格を得た。
アマチュア横綱のタイトルを獲得し、大学生として全ての大会を終えた後は大相撲入りの道を選び、2017年2月7日に尾車部屋へ入門することを発表した。3部屋以上から勧誘を受けた中でこの部屋を選んだ背景には、尾車親方の論理的な指導方法のほかに、自身と同じ中央大学出身の豪風が所属しているという事情もあり、豪風は記者会見の場にも同席していた。

### 入門後
初土俵については、直後の3月場所については古傷のある両膝の状態を考慮して見送り、その次の5月場所を選んだ。初土俵同期生には水戸龍、友風らがいる。幕下15枚目格付出となった初土俵の場所では三役経験者からの白星もあり、5勝2敗と勝ち越した。東幕下11枚目に番付を上げた2場所目は、初日から7個の白星を土つかずで並べて幕下優勝を果たし、場所後の番付編成会議で、9月場所での新十両昇進が決定した。所要2場所は最速記録であり、12人目の達成者となった。芽室町からの関取昇進は史上4人目。
十両昇進後も本名で取る意向を示しており、関取経験者は冠字「風」を四股名に付ける尾車部屋の中では異例である。
新十両となった9月場所は初日から3連敗をするなど苦戦して、14日目に入門後初めてとなる負け越しが決定した。西十両13枚目という番付から千秋楽も負けて9敗となると十両残留が厳しくなる状況だったが、千秋楽は勝って7勝8敗に留めた。9月29日、相撲教習所の課程が3期中1期残っている中、繰り上げで卒業した。現行制度では3期の履修は必須であり、繰り上げ卒業は現行制度に移行してからは初のケースとなった。
十両最下位の地位である西十両14枚目となった11月場所は、千秋楽に負け越しが決定した。東幕下筆頭に下がった2018年1月場所は5勝2敗と勝ち越し、1場所で十両へ復帰することになった。3月場所は序盤戦で得意の右上手が取れず苦戦して初日から4連敗、5日目から徐々に盛り返したものの14日目に負け越しが決定。千秋楽は勝ってこの場所を7勝8敗とした。続く5月場所は逆の星取り状況となり、初日から7連勝を記録して9日目には早くも関取として初めての勝ち越しが決定、ところが10日目から5連敗で、最終的に9勝6敗の成績だった。自身最高位となる西十両8枚目で迎えた7月場所は、十両で唯一初日から3連勝とするなど先場所に続き出だし好調だったが、中盤に負けが込んで優勝争いから脱落。しかし終盤5日間を5連勝として自身初めての二桁となる10勝5敗の好成績を残した。
2019年1月場所に新入幕を果たし、9勝6敗で勝ち越し。しかし3月場所から3場所連続で負け越し、9月場所は十両に陥落となった。2020年7月場所前には、同年3月場所後に両膝半月板の除去手術を受けたことを明かした。東十両10枚目で迎えた2021年11月場所は5勝10敗に終わり、幕下陥落となりかねない星であったが、他力士の成績の兼ね合いで2022年1月場所は西十両14枚目に残留。同場所は9日目で勝ち越しを決め、最終的に11勝4敗の好成績で琴勝峰と優勝決定戦を戦い、寄り切りで敗れて十両優勝を逃した。この場所は2021年11月場所の一山本に続く2場所連続での北海道勢の十両優勝が懸かる場所でもあった。
場所後の2月7日、それまで所属していた尾車部屋が閉鎖されたことに伴い、同日付で尾車部屋付きの22代押尾川（元関脇・豪風）が新設した押尾川部屋に移籍した。続く3月場所も最初の6日間で5勝1敗と好スタートを切ったものの、7日目以降は黒星が増え、結局14日目に勝ち越しを決めたが8勝7敗に終わる。続く5月場所、7月場所は2場所連続で4勝11敗と大きく負け越し、9月場所で8場所ぶりの幕下陥落となった。その9月場所は2日目の1番相撲で白星を挙げたが、そこから6連敗を喫した。11月場所は3番目から4連勝して勝ち越しを決めた。
2024年7月場所から休場を続け、2025年1月場所では元幕内（前頭）として序二段への陥落を記録した（関取在位後に4階級以上陥落した力士一覧も参照）が、同場所から土俵に復帰し、7戦全勝で序二段優勝を決めた。続く3月場所も三段目で5勝2敗の勝ち越しとし、5月場所は幕下で迎えた。

## 取り口
左を差してから体格を生かして寄るのが矢後の相撲。しかし、2019年1月場所では右四つ力士に十分の体勢を許しがちであった。また、2019年3月場所前の相撲誌の記事では花田虎上から顎が上がる癖と腰高を指摘されている。2019年5月場所9日目の石浦戦などは相手をよく見て突いたのにもかかわらず、腰高を突かれる形で潜られて負けている。考え込み過ぎて本来の相撲が取れないのも弱点。

## エピソード
- 矢後本人によれば、矢後姓のルーツは富山県にあるという[1]。
- 2019年11月場所はこの場所限りで引退する十両昇進当初からの付け人の嶋風（最高位・序二段）に捧げるべく本場所の土俵に上がったが、4勝11敗の負け越しに終わる。それでも、千秋楽の明瀬山戦では寄り切りで白星を獲得し、その白星を嶋風へのプレゼントとした。矢後は嶋風を「一番、自分のことを理解していてくれた人」と評していた[26]。
- 同期かつ同部屋であった友風とは仲が良い[27]。
- 日刊ゲンダイの記事によると、験直しで飲みに行ってストレスを発散するようなタイプではなく「冗談のひとつも言わない堅物」とのこと。そんな性格から13代二所ノ関から可愛がられているという[25]。
- 協会公式プロフィールによると、好きな歌手はB'z、好物はちゃんこ鍋、ジンギスカン鍋、趣味はスポーツ観戦(特に野球観戦)[28]。

## 主な成績
2025年7月場所終了現在

### 通算成績
- 通算成績：256勝259敗21休（49場所）
- 幕内成績：25勝35敗（4場所)

### 各段優勝
- 幕下優勝：1回（2017年7月場所）
- 序二段優勝：1回（2025年1月場所）

### 場所別成績
| | 一月場所 初場所（東京） | 三月場所 春場所（大阪） | 五月場所 夏場所（東京） | 七月場所 名古屋場所（愛知） | 九月場所 秋場所（東京） | 十一月場所 九州場所（福岡） |
| --- | ----------------------- | ----------------------- | ----------------------- | --------------------------- | ----------------------- | --------------------------- |
| 2017年 （平成29年） | x                       | x                       | 幕下付出15枚目 5–2      | 東幕下11枚目 優勝 7–0       | 西十両13枚目 7–8        | 西十両14枚目 7–8            |
| 2018年 （平成30年） | 東幕下筆頭 5–2          | 東十両11枚目 7–8        | 東十両12枚目 9–6        | 西十両8枚目 10–5            | 西十両2枚目 8–7         | 東十両筆頭 10–5             |
| 2019年 （平成31年 /令和元年） | 東前頭13枚目 9–6        | 西前頭10枚目 6–9        | 西前頭12枚目 6–9        | 東前頭15枚目 4–11           | 東十両4枚目 8–7         | 西十両2枚目 4–11            |
| 2020年 （令和2年） | 西十両7枚目 4–11        | 東十両10枚目 4–11       | 感染症拡大 により中止   | 西幕下筆頭 3–5              | 東幕下8枚目 6–1         | 東幕下2枚目 4–3             |
| 2021年 （令和3年） | 西十両13枚目 8–7        | 西十両10枚目 4–11       | 西幕下筆頭 4–3          | 西十両14枚目 9–6            | 東十両10枚目 7–8        | 東十両10枚目 5–10           |
| 2022年 （令和4年） | 西十両14枚目 11–4       | 東十両8枚目 8–7         | 西十両7枚目 4–11        | 西十両12枚目 4–11           | 西幕下2枚目 1–6         | 西幕下14枚目 4–3            |
| 2023年 （令和5年） | 東幕下11枚目 4–3        | 西幕下8枚目 2–5         | 西幕下17枚目 4–3        | 東幕下13枚目 3–4            | 東幕下19枚目 5–2        | 東幕下9枚目 4–3             |
| 2024年 （令和6年） | 東幕下6枚目 2–5         | 東幕下20枚目 5–2        | 東幕下12枚目 3–4        | 東幕下16枚目 休場 0–0–7     | 東幕下59枚目 休場 0–0–7 | 西三段目39枚目 休場 0–0–7   |
| 2025年 （令和7年） | 西序二段19枚目 優勝 7–0 | 西三段目12枚目 5–2      | 西幕下51枚目 4–3        | 西幕下40枚目 6–1            | x                       | x                           |
| 各欄の数字は、「勝ち-負け-休場」を示す。 優勝 引退 休場 十両 幕下 三賞：敢=敢闘賞、殊=殊勲賞、技=技能賞 その他：★=金星 番付階級：幕内 - 十両 - 幕下 - 三段目 - 序二段 - 序ノ口 幕内序列：横綱 - 大関 - 関脇 - 小結 - 前頭（「#数字」は各位内の序列） |                         |                         |                         |                             |                         |                             |

### 幕内対戦成績
2025年7月場所終了現在
| 力士名   | 勝数 | 負数 | 力士名   | 勝数 | 負数 | 力士名   | 勝数 | 負数 | 力士名 | 勝数 | 負数 |
| -------- | ---- | ---- | -------- | ---- | ---- | -------- | ---- | ---- | ------ | ---- | ---- |
| 朝乃山   | 0    | 2    | 阿炎     | 1    | 0    | 勢       | 1    | 1    | 石浦   | 0    | 1    |
| 遠藤     | 0    | 1    | 炎鵬     | 0    | 2    | 阿武咲   | 1    | 1    | 魁聖   | 0    | 2    |
| 輝       | 1    | 3    | 琴恵光   | 2    | 1    | 琴奨菊   | 0    | 1    | 琴勇輝 | 1    | 1    |
| 佐田の海 | 0    | 3    | 志摩ノ海 | 1    | 1    | 松鳳山   | 0    | 2    | 大奄美 | 1    | 0    |
| 大栄翔   | 0    | 1    | 大翔鵬   | 1    | 2    | 大翔丸   | 1    | 0    | 貴源治 | 1    | 0    |
| 宝富士   | 0    | 3    | 千代翔馬 | 2    | 0    | 千代の国 | 1    | 0    | 千代丸 | 2    | 0    |
| 照強     | 1    | 2    | 德勝龍   | 1    | 0    | 栃煌山   | 1    | 1    | 豊ノ島 | 1    | 1    |
| 錦木     | 1    | 1    | 明生     | 2    | 0    | 豊山     | 1    | 1    | 竜電   | 0    | 1    |

## 改名歴
- 矢後 太規（やご たかのり） 2017年5月場所 -